# کادیلاک اس‌آرایکس
کادیلاک اس‌آرایکس (به انگلیسی: Cadillac SRX) یکی از مدل‌های خودروی لوکس کمپانی آمریکایی کادیلاک است.